# 裴諏之
裴 諏之（はい しゅし、生没年不詳）は、北魏末から西魏にかけての人物。字は士正。本貫は河東郡聞喜県。裴譲之の次弟にあたる。

## 経歴
裴佗と辛氏のあいだの子として生まれた。若くして儒学を好み、太学博士を初任とした。司空の高乾は諏之の名声を聞いて戸曹参軍として招こうとしたが、諏之はこれを断った。沛王元欣が大司馬府を開くと、記室として召された。東魏が鄴に遷都すると、諏之は河南にとどまった。西魏の独孤信が洛陽の金墉城に入ると、諏之を開府属として招き、「洛陽の遺彦」と称した。独孤信が洛陽を失陥したとき、諏之は南山にいたが、洛州刺史の王元軌に召されて中従事となった。西魏軍がやってきてまもなく撤退すると、諏之は西魏軍に従って関中に入った。宇文泰の下で大行台倉曹郎中となり、死去した。徐州刺史の位を追贈された。

## 人物・逸話
- あるとき裴諏之は常景から書100巻を借り、10日ばかりで返した。常景は諏之が読んでいないのではないかと疑い、巻ごとに問題を出してみると、残らず応答してみせた。常景は驚嘆して「応奉が5行まとめて読み下す速読を得意とし、禰衡は一度読むと暗記してしまったというが、いまこれを裴君に見たぞ」と言った[5][2][3]。
- 楊愔の一門が改葬することとなり、諏之にとつぜん十数点の墓誌の製作を依頼したが、完成した墓誌の文章はいずれも見るべきものがあった[7][8][3]。
- 諏之は兄の裴譲之や皇甫和の弟の皇甫亮とともに洛下で名を知られた。当時の人は「諏之は譲之に勝り、和は亮におよばない」と評した[7][8][6]。

## 伝記資料
- 『北斉書』巻35 列伝第27
- 『北史』巻38 列伝第26